# Матиас (Свещена Римска империя)
Матиас (или Матиас II, на немски: Matthias) е император на Свещената Римска империя (1612 – 1619), от 1608 – крал на Унгария (като Матиас II.) и Хърватия (Matija II.), и от 1611 крал на Бохемия; ерцхерцог на Австрия. Негов канцлер до 1599 е Мелхиор Клесл, епископ на Виена, основен покровител на контрареформацията.

## Произход, брак и наследник
Той е втори син на император Максимилиан II и Мария Испанска, дъщеря на Карл V. Брат е на император Рудолф II, когото наследява.
През 1593 година е назначен за наместник на Австрия от своя брат император Рудолф II. Недоволството на Матиас и другите ерцхерцози се разразява на конференциите в Шотвин и Линц, които приемат концепция на Мелхиор Клезъл, целяща свалянето на Рудолф от власт. Матиас встъпва в междуособна борба с душевноболния император и го принуждава да му отстъпи през 1608 година Австрия, Унгария и Моравия, а през 1611 година Чехия и Силезия.
След встъпването на императорския престол на неговата политика съществено влияние оказва кардинал Мелхиор Клезъл, който се надява да достигне до компромис между католическите и протестантските части на империята с цел усилване на държавата. Още по време на борбата с Рудолф, Матиас е принуден да отиде на отстъпки с протестантите в Австрия, Моравия и Унгария, за да ги привлече в качеството на свои съюзници.
На 4 декември 1611 Матиас се жени за братовчедка си Анна Тиролска. Двойката остава без деца. Мнимо се сдобиват с дете от друга майка.
На примиренческата политика на Матиас противостоят другите представители на дома на Хабсбургите, в това число и неговият брат ерцхерцог Максимилиан III Австрийски, който се надява да обезпечи прехода на престола към привърженик на католицизма, какъвто е ерцхерцог Фердинанд Щирийски, който става впоследствие император Фердинанд II.
По настояване на членовете на своята династия бездетният Матиас коронова Фердинанд за крал на Чехия (1617) и Унгария (1618). Фердинанд II сваля кардинал Мелхиор Клезъл и поема реалното управление от болния Матиас, който скоро след това и умира.

## Портрети
- Портрет като ерцхерцог, худ. Лукас ван Валкенборх
- Портрет като ерцхерцог, худ. Лукас ван Валкенборх
- худ. Ханс ван Аехен, 1612
- худ. Ханс ван Аехен, 1625
- неизв.художник
Национален музей на Словения, худ. Лукас ван Валкенборх